# Zbór Kościoła Adwentystów Dnia Siódmego w Andrychowie
Zbór Kościoła Adwentystów Dnia Siódmego w Andrychowie – zbór adwentystyczny we Andrychowie, należący do okręgu południowego diecezji południowej Kościoła Adwentystów Dnia Siódmego w RP.
Pastorem zboru jest kazn. Mariusz Sobkowiak. Nabożeństwa odbywają się w kościele przy ul. 27 stycznia 1 każdej soboty o godz. 9.30.